# Karl Benner
Karl Benner (* 15. Mai 1889 in Alten-Buseck; † 6. Dezember 1955 in Gießen) war ein deutscher Politiker und Landrat im Landkreis Gießen.

## Karriere
Karl Benner arbeitete bis 1915 bei den Preußischen Staatseisenbahnen in der Güterabfertigung des Bahnhofs Gießen. 1915 wurde er als Soldat eingezogen und nahm bis 1918 am Ersten Weltkrieg teil. Anschließend kehrte er zur Eisenbahn zurück und war von 1920 bis 1933 Gewerkschaftssekretär im Deutschen Eisenbahner-Verband. Ab 1929 war er Mitarbeiter der Kreisverwaltung Gießen. Nach der Machtergreifung wurde er zum 1. Juli 1933 entlassen. Zunächst war er arbeitslos, später machte er sich als Kaufmann selbständig.
Im September 1944 verhaftet, wurde er in das Konzentrationslager Dachau verbracht, aus dem er 1945 befreit wurde. Seit Januar 1946 war er Leiter der Abteilung „Wiederaufbau“ im Landratsamt Gießen. Am 12. Juni 1946 wurde er als erster Landrat des Kreises durch den Kreistag gewählt und amtierte bis 1948. Anschließend war er Mitglied der Stadtverordnetenversammlung der Stadt Gießen und wurde 1951 Mitglied in deren Magistrat.